# Luke l'Invincible
Luke l'Invincible ou encore Luck l’intrépide, et sorti au Japon sous le titre Locke the Superman (超人ロック, Chōjin Locke), est à l’origine un manga de Yuki Hijiri, publié à partir de 1967. D'abord sous la forme de plusieurs séries de manga, l'œuvre fut aussi adaptée au cours des décennies suivantes en un film et trois OAV. 

## Synopsis
À une époque où l’exploration de l’espace par l’Humanité est avancée, l’œuvre se construit autour de Locke, un être immortel psionique d’apparence humaine. Au cours du temps, il utilise ses capacités psychiques et psychokinètiques extraordinaires pour influencer ou changer les cours des évènements, le plus souvent tragiques.

## Fiche technique Film (1984)
- Titre :  Luke L’Invincible
- Réalisation : Hiroshi Fukutomi
- Scénario : auteur original Yuki Hijiri
- Character design:
- Musique: Goro Awami
- Pays d'origine :  Japon
- Année de production : 1984
- Genre : Science-fiction
- Durée : 120 minutes
- Dates de sortie : 14 avril 1984

## Distributions

### Voix françaises

#### 1erdoublage(1984)
- Nicolas Brémont : Luc
- Dominique Bailly : Cornélia
- Michel Gatineau : le professeur Lancey
- Daniel Gall : Udo
- Joël Martineau : Manu
- Georges Lycan : le complice de Cornélia
- Céline Monsarrat : Laïla
- Jacques Marin et Roger Lumont : voix additionnelles

#### 2edoublage(2008)
- Alexis Tomassian : Luke
- Arnaud Arbessier : Ryu Yamaki
- Karine Foviau : Jessica et Amelia
- Stéphanie Lafforgue : Cornelia
- Isabelle Gardien : Lady Kaan
- Bernard Tiphaine : le professeur Ramses
- Jean-François Vlérick : Udo
- Bruno Dubernat : Manu
- Christian Peythieu : Homer
- Michel Vigné : Luko
- Philippe Bozo et Claire Guyot : voix additionnelles